# مات سيمونز
مات سيمونز (بالإنجليزية: Matt Symons)‏ هو لاعب اتحاد الرغبي نيوزلندي، ولد في 4 أغسطس 1989 في إنجلترا في المملكة المتحدة.

## وصلات خارجية
- مات سيمونز على موقع ItsRugby.co.uk (الإنجليزية)